# Blastobasis flavescentella
Blastobasis flavescentella é uma espécie de mariposa do gênero Blastobasis pertencente à família Coleophoridae.